# Isaac de Castro Tartas
Isaac de Castro Tartas (Tartas, entre 1623 e 1625  — Lisboa, 15 de dezembro de 1647) foi um judeu marrano que veio a tornar-se mártir por obra do Tribunal da Inquisição de Portugal.

## Vida
Por volta de 1623 ou 1625 Isaque nasceu na cidade francesa de Tartas e foi nomeado Tomás Luís. Sua família era oriunda de Portugal e mudou-se novamente, desta vez para Amsterdã, em 1640. Lá os judeus poderiam praticar sua religião sobe restrições relativamente menores: os homens eram circuncidados e frequentemente recebiam nomes em língua hebraica.
Irmão do editor David de Castro Tartas, Isaac conhecia filosofia e línguas clássicas e aparentemente começou a estudar Medicina em Leiden. Entretanto, ao matar um jovem nobre (aparentemente em um duelo), teve de fugir para Recife. À época, a cidade estava sob domínio holandês e muitos judeus se mudaram para lá, formando a primeira comunidade judaica na América.
Em Recife, Isaac praticava judaísmo abertamente, por vezes até entrando em conflito com padres católicos. Quando seus inimigos na Holanda descobriram seu paradeiro e foram atrás dele, Isaac mudou-se, contra a vontade de sua família, para Salvador, no Brasil Português.
Testemunhos afirmam que, na Bahia, Isaac propagava ensinamentos judeus entre os marranos e cristãos-novos. Aos interrogadores, porém, dizia ser um judeu buscando ser batizado. Ainda assim, os tefilins que possuía sugeriam que Isaac seria ainda um judeu praticante.

## Morte
Como consequência de sua fé, foi capturado pela Inquisição em 1644; no ano seguinte foi enviado a Lisboa.
No tribunal da Inquisição, Isaque não renegou sua fé: declarou-se judeu e, apesar de todas as manobras dos inquisidores, recusou-se a converter-se ao cristianismo. Segundo a historiadora Miriam Bodian, Isaac defendeu-se mencionando um "direito universal natural à liberdade de consciência", e esta seria a primeira vez que tal defesa foi apresentada.
| “ | Un ato que é feito de acordo com a consciência de alguém não pdoe ser julgado culpado, e o ato que cometi e continuarei cometendo - o ato de professar o Judaísmo - é feito de acordo com o que me diz minha consciência. | ” |

Infelizmente, porém, tal defesa, como era de se esperar, não foi aceita, de modo que Isaac foi condenado à morte na fogueira em 15 de dezembro de 1647 com mais outras cinco vítimas. Diz-se que suas últimas palavras, em meio às chamas, foi "Shemá Israel! O Senhor nosso Deus é um!"

## Influência
Segundo a Enciclopédia Judaica, as últimas palavras de Isaque passaram a ser repetidas como declaração de fé judaica por judeus convertidos, durante vários anos, em Lisboa. A Inquisição, porém, teria proibido tal confissão submetendo-a a penas severas.
| “ | Devo erguer-me e tomar coragem -- Sou triunfante Você se reduzirá a nada e cairá | ” |

Em Amsterdã, onde havia uma grande e influente comunidade de judeus da nação portuguesa, sua morte trágica e extemporânea foi muito lamentada. Seu irmão David o homenageou em várias de suas publicações. O rabi Saul Levi Morteira lhe dedicou um sermão memorial, e elegias lhe foram dedicadas por Salomão de Oliveira e Jonas Abravanel.